# حزب کمونیست جمهوری شوروی فدراتیو سوسیالیستی روسیه
حزب کمونیست جمهوری شوروی فدراتیو سوسیالیستی روسیه (به روسی: Коммунистическая партия Российской Советской Федеративной Социалистической Республики) یک شاخه جمهوری‌خواه از حزب کمونیست اتحاد شوروی در جمهوری شوروی فدراتیو سوسیالیستی روسیه است که در سال ۱۹۹۰ میلادی تأسیس شد. در آن زمان ۵۸ درصد از حزب کمونیست اتحاد جماهیر شوروی را تشکیل داده بود. این حزب در میان مردم به حزب کمونیست روسیه معروف بود و از لحاظ سیاسی آن را به یک مرکز برای مخالفان حکومت گورباچف تبدیل کرد.